# Gospođa McGinty je mrtva
Gospođa McGinty je mrtva ili Krv će reći (izdan 1952.) je roman Agathe Christie s Poirotom i gđicom. Oliver u glavnim ulogama.

## Radnja
Gospođa McGinty je ubijena. Navodni ubojica je optužen i spreman za vješanje. Inspektor Spence traži Poirotovu pomoć. Misli da optuženi nije kriv. Poirot odlazi u to selo i započinje istragu. Dogodi se još jedno ubojstvo. Poirot na kraju otkiva tko je ubojica i rješava slučaj.

## Ekranizacija
Ekraniziran je u jedanaestoj sezoni (2008.–09.) TV serije Poirot s Davidom Suchetom u glavnoj ulozi.

## Poveznice
- Gospođa McGinty je mrtva  Arhivirana inačica izvorne stranice od 15. srpnja 2014. (Wayback Machine) na Agatha-Christie.net, najvećoj domaćoj stranici obožavatelja Agathe Christie